# Newtral
Newtral és un mitjà de comunicació espanyol constituït com a empresa dedicada al fact checking (o comprovació de fets) i producció de programes de televisió. La seva finalitat com verificadora és informar els ciutadans i verificar rumors que circulen per les xarxes socials, especialment Twitter, Instagram i Facebook i plataformes com Youtube. És membre de la Intertational Fact-Checking Network. Com productora és partícip de producció de diversos programes de La Sexta, així com a productora de Nevenka (Netflix) i Un Somni Real (HBO).
Newtral treballa verificant informacions que circulen a internet, sobretot en xarxes socials, com Facebook, Twitter, WhatsApp i Instagram així com plataformes com Youtube. Contacta informació de successos quotidians: en definitiva; «Desmentir rumors i notícies falses». El 2020, es va convertir en firmate del codi de la International Fact-Checking Network (en català: Xarxa internacional de verificació de fets). També treballa a Facebook i TikTok comprovant publicacions i amb Google té un projecte per a la vacunació de la Covid-19 a España.
Newtral té una secció d'educació, encarregada de donar conferències, xerrades i congressos en col·legis, instituts i universitats, en els quals ajuden i ensenyen el treball de verificació de fets. El projecte es va iniciar al maig del 2019 i el desembre de l'any 2020 van llançar el primer Màster en Veficiació Digital, Fact-Checking i Periodisme de Dades.
El nom complet de l'empresa és Newtral Media Audiovisual, és a dir, és una productora. Actualment produeix els programes El objetivo (La Sexta) i Dónde estabas entonces? (La Sexta). També va produir Nevenka per Netflix (un documental) i Un sueño real per HBO (un documental).